# Українське академічне товариство в Парижі
Українське академічне товариство в Парижі — наукове товариство, що було засноване 1946 року в Парижі, Об'єднує українську інтелігенцію Парижа. Товариство влаштовує доповіді, зустрічі, конференції на актуальні загальнокультурні теми. Голови: О. Шульгин (1947—1960), А. Вирста (з 1960 року).